# الورم الأرومي الوعائي
الأورام الأرومية الوعائية، أو الورم الأرومي الوعائي الدموي، هي أورام وعائية في الجهاز العصبي المركزي تنشأ من جهاز الدوران، وتحدث عادة خلال منتصف العمر. قد تظهر هذه الأورام في مواقع أخرى مثل الحبل الشوكي وشبكية العين. قد تترافق مع أمراض أخرى مثل كثرة الحمر (زيادة عدد خلايا الدم)، وتكيسات البنكرياس، وداء فون هيبل لينداو (متلازمة في إتش ال). تتكون الأورام الأرومية الوعائية بشكل شائع من خلايا سدوية داخل الأوعية الدموية الصغيرة وتحدث عادةً في المخيخ أو جذع الدماغ أو الحبل الشوكي. صُنفت على أنها أورام من الدرجة الأولى بموجب نظام تصنيف منظمة الصحة العالمية.

## التظاهرات

### المضاعفات
قد تسبب الأورام الأرومية الوعائية ارتفاعًا غير طبيعي لخلايا الدم الحمراء في مجرى الدم بسبب إنتاج منتبذ لهرمون الإرثروبويتين في سياق متلازمة الأباعد الورمية.

## الإمرضيات
تتكون الأورام الأرومية الوعائية من خلايا بطانية وخلايا حولية وخلايا سدوية. يكون بروتين فون هيبل لينداو في داء فون هيبل لينداو غير فعال، عادةً بسبب طفرة و/أو خلل في الجين المسؤول عن تصنيعه. في الظروف الطبيعية، يشارك بروتين فون هيبل لينداو في تثبيط العامل المحرض بنقص الأكسجة إلفا 1 (HIF-1α) عن طريق التحلل البروتيني بوساطة اليوبيكويتين. لا يحدث هذا التحلل البروتيني، بالتالي سيتراكم العامل المحرض بنقص الأكسجة إلفا 1. يؤدي هذا التراكم إلى زيادة إنتاج عامل النمو البطاني الوعائي وعامل النمو بي المشتق من الصفائح الدموية والإريثروبويتين وعامل النمو المحول إلفا، يحفز كل ذلك نمو الخلايا داخل الورم.

## التشخيص
التشخيص الأولي من خلال التصوير المقطعي المحوسب (الطبقي المحوري). في الفحص، سيظهر الورم الأرومي الوعائي على أنه منطقة منخفضة الكثافة ومحددة جيدًا في الحفرة الخلفية مع عقديدات معززة على المحيط. يوجد في بعض الأحيان آفات متعددة.

## العلاج
علاج الورم الأرومي الوعائي هو الاستئصال الجراحي للورم. على الرغم من أنه عادة ما يكون استئصاله سهلًا، لكن يتطور نكس الورم في نفس المكان أو في مواقع مختلفة عند حوالي 20% من المرضى. استُخدمت أيضًا الجراحة الإشعاعية عبر سكين جاما والمسرع الخطي لعلاج النكس والتحكم في نمو ورم أرومي وعائي مخيخي.

## الإنذار
إنذار الورم الأرومي الوعائي جيد جدًا إذا أمكن تحقيق الاستئصال الجراحي للورم. يكون الاستئصال ممكنًا في معظم الحالات والعجز العصبي الدائم غير شائع ويمكن تجنبه تمامًا إذا كان تشخيص الورم وعلاجه مبكرًا. يعاني الأشخاص المصابون بمتلازمة فون هيبل لينداو من إنذار أسوأ من أولئك الذين يعانون من أورام متفرقة لأن غالبًا ما يعاني المصابين بمتلازمة فون هيبل لينداو من أكثر من آفة واحدة.

## وبائيًا
يعتبر الورم الأرومي الدموي من أندر أورام الجهاز العصبي المركزي، ويمثل أقل من 2%. تحدث الأورام الأرومية الوعائية عند البالغين عادة، ومع ذلك قد تظهر الأورام في متلازمة فون هيبل لينداو في سن أصغر بكثير. يكون احتمال إصابة الرجال والنساء متساوٍ تقريبًا. قد يصيب الورم أي جزء من الجهاز العصبي المركزي، لكنه يحدث عادةً في أي من جانبي المخيخ أو جذع الدماغ أو الحبل الشوكي.